# Nagroda Literacka im. Andrzeja K. Waśkiewicza
Nagroda Literacka im. Andrzeja K. Waśkiewicza – nagroda przyznawana przez Zarząd Oddziału Związku Literatów Polskich w Zielonej Górze od 2010 roku, najpierw jako '''Lubuska Nagroda Literacka ZLP''', a od 2015 r. jako '''Nagroda Literacka im. Andrzeja K. Waśkiewicza''' (1941-2012), wybitnego poety, literaturoznawcy, krytyka i edytora, związanego z oddziałem zielonogórskim ZLP w latach 1968-1979, autora ponad 40 książek i laureata Lubuskiej Nagrody Kulturalnej (1978).
Kandydatów do nagrody mogą zgłaszać członkowie oddziału i kapituły, stowarzyszenia twórcze, instytucje kultury. Powoływana przez zarząd kapituła nominuje do nagrody trzy osoby, biorąc pod uwagę całokształt twórczości lub utwory wydane w ostatnim czasie. Spośród autorów nominowanych kapituła wskazuje autora, który otrzymuje statuę, dyplom i nagrodę finansową. W pierwszych latach nagroda była wręczana podczas gali Lubuskich Wawrzynów w Wojewódzkiej i Miejskiej Bibliotece Publicznej im. C. Norwida w Zielonej Górze. Od 2015 roku jest odrębną uroczystością odbywającą się w Muzeum Ziemi Lubuskiej w Zielonej Górze.

## Laureaci Lubuskiej Nagrody Literackiej ZLP
- 2011 – Krzysztof Koziołek
- 2012 – dr Robert Rudiak

- 2013 – Jolanta Pytel

- 2014 – Janusz Koniusz

- 2015 – Katarzyna Jarosz-Rabiej

## Laureaci Nagrody Literackiej im. Andrzeja K. Waśkiewicza
- 2015 – Alfred Siatecki nominacje: Halina Bohuta-Stąpel i Władysław Klępka

- 2016 – dr Robert Rudiak nominacje: dr Mirosława Szott i Krzysztof Jeleń

- 2017 – dr Mirosława Szott nominacje: Zofia Mąkosa i Władysław Klępka

- 2018 – Władysław Klępka nominacje: Agnieszka Ginko i prof. dr hab. Małgorzata Mikołajczak

- 2019 – prof. dr hab. Małgorzata Mikołajczak nominacje: Agnieszka Ginko i dr Janusz Łastowiecki

- 2020 – Agnieszka Ginko nominacje: dr Kamila Gieba i Marcin Radwański

- 2021 – Krzysztof Fedorowicz nominacje: Zofia Mąkosa i Marcin Radwański
- 2022 - Zofia Mąkosa nominacje: Beata Patrycja Klary-Stachowiak i Czesław Markiewicz
- 2023 - Czesław Sobkowiak nominacje: Maria Jolanta Fraszewska, Grażyna Rozwadowska-Bar i Marcin Radwański